# ランティス祭り
ランティス祭り（ランティスまつり、英: Lantis Festival、中文表記: Lantis 動漫歌曲祭）は、株式会社ランティス並びに後身のバンダイナムコアーツが主催するライブイベント。

## 概要
ランティスの周年イベントとして約5年に1度の周期で開催される、ランティスや関連レーベルに所属するアーティストや関連作品のユニットが参加するライブイベント。
2009年に設立10周年記念として行われた「10th Anniversary Live ランティス祭り」を初めとして、以降15周年を記念し2014年から2015年にかけて「15th Anniversary Live ランティス祭り 2014」ならびに海外公演「Anisong World Tour〜Lantis Festival 2015〜」、2018年4月に法人としてのランティスからバンダイビジュアルへの吸収合併によって誕生したバンダイナムコアーツのレーベルとしてのランティス20周年を記念して2019年に「20th Anniversaryランティス祭り2019　A・R・I・G・A・T・O　ANISONG」が開催された。
この他2017年にはゲーマーズにてランティス製品の販促キャンペーンとして「ランティス祭り ～残暑お見舞い申し上げます！～ フェア」が行われたが、本イベントとの直接的関係はない。

## 2009年
正式名称は、10th Anniversary Live ランティス祭り。2009年9月26日・27日に同社設立10周年を記念して富士急ハイランド・コニファーフォレストにて行われた。12月19日にはShibuya O-EASTで後夜祭が行われた。
当イベントの宣伝を兼ねたテレビ番組『Run Run LAN!』がテレビ埼玉を制作局として、2009年4月から9月にかけて放送され、当イベントの模様のダイジェストが後日特別番組として放送された。
開催日時・場所
- 9月26日・27日 本公演 富士急ハイランド・コニファーフォレスト（山梨県）
- 12月19日 後夜祭 Shibuya O-EAST（東京都）

組織
全て企画制作：ランティス、製作協力：グランドスラム。
本公演
- 主催：サウンドコニファー229実行委員会/文化放送
- 特別協賛：コカ・コーラ セントラル ジャパン
- 運営協力：文化放送開発センター/ホットスタッフ・プロモーション

後夜祭
- 主催：文化放送
- 後援：ランティス

出演者
セットリスト
関連番組
- A&G 超RADIO SHOW〜アニスパ!〜内で、2009年8月22日〜2009年9月19日の間、「祭りだ!祭りだ!ランティス祭りだ!」が放送された。パーソナリティは遠藤正明と橋本みゆき。
- ゲスト
  - 8月29日：スフィア（戸松遥、寿美菜子、高垣彩陽、豊崎愛生）、井上俊次（LAZY）
  - 9月5日：rino（CooRie）、栗林みな実
  - 9月12日：小野大輔、緒方恵美
  - 9月19日：椎名へきる、影山ヒロノブ
- テレ玉にて2009年12月28日25:00 - 26:00に「Run!Run!LAN!ランティス祭りスペシャル」を放送。

関連CD
- Lantis 10th anniversary Best

書籍
- 2009年12月18日に主婦の友社より、「ランティス祭り LIVE写真集 －あのアツイ2日間を忘れない－」が発売された。

受賞
- 第39回フジサンケイグループ広告大賞 イベント部門 優秀賞

## 2014年
正式名称は、15th Anniversary Live ランティス祭り 2014。ランティス設立15周年を記念して平和の「和」、歌を通じてつながる「輪」、そして驚きに満ちた「わ!」の複数の意味を込めた「つなぐぜ！アニソンの“わ”!」をコンセプトに、2014年7月から11月にかけて関東・関西・東海・東北の4か所で国内9公演を開催。
また、関東公演は国内最大のアニソンライブ「TOKYOアニメパーク」の一環として「TOKYOアニメパーク 15th Anniversary Live ランティス祭り 2014」として開催、東北公演は2012・13年にランティス製作で行われた東日本大震災復興支援ライブ「みちのくアニソンフェス」の意思を引き継いでの開催として「15th Anniversary Live ランティス祭り 2014 with みちのくアニソンフェス」として開催された。
組織
全公演共通
- 企画：ランティス
- 制作：ランティス/バンダイナムコ ライブクリエイティブ/グランドスラム
- 協賛：uP!!!/JOYSOUND/バンプレスト/e+/ファミマ・ドット・コム
- 協力：アニメイト/近畿日本ツーリスト

東海公演
- 主催：ランティス祭り2014実行委員会/テレビ愛知/サンデーフォークプロモーション
- 後援：東海ラジオ放送/FM AICHI

大阪公演
- 主催：ランティス祭り2014実行委員会/MBS/キョードー関西
- 後援：FM OSAKA/ラジオ関西

関東公演
- 主催：TOKYOアニメパーク実行委員会/ランティス祭り2014実行委員会/文化放送/日刊スポーツ新聞社/BSフジ/キョードー横浜
- 後援：TOKYO FM/ニッポン放送

東北公演
- 主催：ランティス祭り2014実行委員会/仙台放送/GIP
- 後援：福島テレビ/岩手めんこいテレビ/さくらんぼテレビジョン/Date fm/FM山形/FM福島

開催日時・場所
- 7月19日・20日 東海公演 ナガシマスパーランド芝生広場（三重県）
- 7月26日・27日 関西公演 万博記念公園もみじ川芝生広場（大阪府）
- 9月13日 - 15日 関東公演 潮風公園太陽の広場（東京都）
- 11月15日・16日 東北公演 ゼビオアリーナ仙台（宮城県）

出演者
セットリスト
関連番組
- TOKYO FM「サンデースペシャル」にて、2014年6月1日に特番「ランティス祭り2014 〜つなぐぜ、アニソンの”わ”！〜」が放送された。パーソナリティはサンキュータツオ、ゲストにきただにひろし、新谷良子が出演。
- フジテレビNEXTにて2014年11月2日19:00 - 23:00に関東公演の内容を収めた「TOKYOアニメパーク 15th Anniversary Live ランティス祭り 2014」を放送。

テーマ曲
「Starting STYLE!!」
作詞 - 畑亜貴 / 作曲 - 黒須克彦 / 編曲 - 黒須克彦・長田直之
歌 - ランティスのみんな(アイドルマスター ミリオンスターズ、AiRI、ASUKA、麻生夏子、アツミサオリ、Annabel、ALI PROJECT、飯塚雅弓、石田燿子、伊藤かな恵、伊藤真澄、ULTRA-PRISM、遠藤会、大橋彩香、緒方恵美、小野賢章、小野大輔、OLDCODEX、喜多修平、CooRie、GRANRODEO、栗林みな実、佐咲紗花、佐藤ひろ美、ZAQ、白石稔、JAM Project、新谷良子、SCREEN mode、鈴村健一、StylipS、STAR☆ANIS、STEREO DIVE FOUNDATION、スフィア、Ceui、田所あずさ、茅原実里、ChouCho、寺島拓篤、TRUE、nano.RIPE、橋本みゆき、畑亜貴、速水奨、ヒャダイン、fhána、飛蘭、真崎エリカ、marble、美郷あき、µ's（ラブライブ！）、milktub、森久保祥太郎、結城アイラ、eufonius、妖精帝國、yozuca*、Larval Stage Planning)
関連イベント
おいでませ!ランティス祭り!キャラバンイベント/ランティス祭りキャラバンイベント
- ランティス祭り開催を記念した無料トーク・ミニライブイベント。4月19日福岡 - 5月25日大阪・8月19日新千歳空港は「おいでませ!ランティス祭り!キャラバンイベント」、6月7日池袋は「ランティス祭りキャラバンイベント」のイベント名で開催。
  - 4月19日 福岡VIVRE HALL
    - 出演者:飛蘭、ZAQ、StylipS、TRUE

  - 4月20日 アニメイト広島店5階イベントスペース
    - 出演者:marble、結城アイラ、飛蘭、TRUE

  - 5月10日 東京ドームシティ　ラクーアガーデンステージ
    - 出演者:遠藤正明、きただにひろし、栗林みな実、ChouCho、AiRI、SCREEN mode

  - 5月25日 あべのキューズモール
    - 出演者:栗林みな実、AiRI、喜多修平、TRUE

  - 6月7日 中池袋公園特設ステージ
    - 出演者:SCREEN mode、TRUE、飛蘭、結城アイラ
    - 「池袋シネマチ祭」の一環として開催。[9]

  - 8月19日 新千歳空港国内線ターミナル2階センタープラザ
    - 出演者:大橋彩香、田所あずさ、Larval Stage Planning、ASUKA
    - 「新千歳空港アニメフェア2014」の一環として開催[10]。

## 2015年
前年の15周年開催の海外公演として、「Anisong World Tour〜Lantis Festival 2015〜」を開催。ランティス祭り2014製作発表会見で海外開催の予定が発表され、7月20日東海公演2日目において開催都市をシンガポール・台北・ソウル・香港・ラスベガス等全6都市と発表し、9月14日関東公演2日目にて日程と会場の大半が発表された。海外でのアニメコンベンションの一部としてラスベガス公演は「OTAKON VEGAS」、香港公演は「C3 in Hong Kong」内で開催。また、台湾公演は日本35ヶ所・香港1ヶ所の映画館でライブビューイング上映が行われた。
組織
全てProduction by：Grand-Slam。
シンガポール公演
- Presented by：Lantis Co.Ltd./BANDAI NAMCO Live Creative Inc./AMUSE INC.
- Organized by：Amuse Entertainment Singapore

香港公演
- 主辦單位：Amuse Hong Kong/Lantis/BANDAI NAMCO Live Creative Inc./AMUSE INC.
- 製作總監：Grand-Slam

開催日時・場所
- 1月16日・17日 ラスベガス公演 ザ・ジョイント
- 2月7日・8日 香港公演 香港コンベンション・アンド・エキシビション・センター HALL-3G
- 3月28日 シンガポール公演 The Star Theatre
- 4月4日・5日 ソウル公演 AX-KOREA
- 4月11日・12日 上海公演 上海国際体操中心
- 4月18日・19日 台北公演 台北国際会議中心

出演者
セットリスト
関連イベント
〜Anisong World Tour〜 Lantis Festival 2015 in Hong Kong 前夜祭
- 2月6日 香港会議展覧中心HALL-B・C・D（C3 in HongKongステージ）
  - 出演者:JAM Project、佐咲紗花

## 2019年
正式名称は、20th Anniversary ランティス祭り2019 A・R・I・G・A・T・O ANISONG。ランティス20年の歴史を支えた数多くのアーティストがアニメソングやファンへの感謝の想いをこめる「A・R・I・G・A・T・O ANISONG」をコンセプトに、2019年6月21日 - 23日にレーベル設立20周年を記念して幕張メッセ国際展示場9-11ホールにて開催。また海外公演として10月5日に上海で「Lantis Fes 2019 at Bilibili World　-Anisong Concert-」、11月15日にニューヨークで「Lantis Matsuri 2019 at Anime NYC」を開催。
開催日時・場所
- 6月21日 - 23日 本公演 幕張メッセ国際展示場9-11ホール（千葉県）
  - 9ホール：ステージ・指定席
  - 10ホール：指定席・立見エリア
  - 11ホール：ロビーエリア（サテライトステージ、物販ブース、協賛企業ブース、アトラクション、飲食ブース）
  - 6月22日・6月23日公演は幕張イベントホール、JOYSOUND名古屋・大阪・福岡の直営店でのライブビューイング(LV)上映を実施。また幕張LV上映チケット所持者は、幕張メッセ11ホールロビーエリアへの入場が可能。
- 10月5日 上海公演 上海新国際博覧中心N5ホール
- 11月15日 ニューヨーク公演 ジャヴィッツ・センター特別展示ホール
  - ニューヨーク公演は「カラオケまねきねこ」130店舗の「JOYSOUND MAX GO」導入ルームにてLV・ディレイビューイング配信を実施。

組織
- 主催：文化放送、bayfm、テレビ朝日
- 企画：バンダイナムコアーツ
- 制作：バンダイナムコアーツ、バンダイナムコライブクリエイティブ
- オフィシャルスポンサー：LINE TICKET、Astell&Kern、ANiUTa、ONKYO、JOYSOUND、声優グランプリ、mora

出演者
セットリスト
サテライトステージ
幕張メッセ11ホールロビーエリアにて、バンダイナムコアーツ作品を中心としたトークやミニライブを実施。一部内容をニコニコ生放送で配信し、同日夜ディレイ配信する。

青木佑磨がMCを担当、カッコ内は出演者。
- 6月21日
  - DJKG×YORKE.〜ANISONG×Live Painting ステージ（DJKG（影山ヒロノブ）、YORKE.（OLDCODEX））
  - ガールズ&パンツァー 最終章 第2話上映記念トークステージ（渕上舞、ChouCho、佐咲紗花）
  - 荒野のコトブキ飛行隊 コトブキ通信出張版inランティス祭り2019（鈴代紗弓、幸村恵理、ZAQ）
- 6月22日
  - DJ kevin from fhána×Shinnosuke（buzz★Vibes×高橋諒 DJ Relayステージ（kevin（fhana）、Shinnosuke、高橋諒）
  - 「bayfm Starting STYLE!!〜Countdown to Lantis matsuri〜」最終回公開収録（JAM Project）
  - 声優グランプリ スペシャルトークステージ（儀武ゆう子（MC）、廣島順二（声優グランプリ編集長）、緒方恵美）
  - 転生したらスライムだった件 スペシャルステージ（岡咲美保、田所あずさ、TRUE）
- 6月23日
  - bayfm「バズザックファクトリー」公開収録（buzz★Vibes、ZAQ）
  - ワンパンマン マジスペシャルステージinランティス祭り2019（古川慎、JAM Project）
  - sphereとrinoのJoyful talk（鷲崎健（MC）、スフィア、rino）

テーマ曲
「Starting STYLE!! 2019」
作詞 - 畑亜貴 / 作曲 - 黒須克彦 / 編曲 - 佐藤純一(fhána)
歌 - ランティスのみんな(大橋彩香、緒方恵美、佐咲紗花、ZAQ、JAM Project、TRUE、fhána、渕上舞、Minami、森久保祥太郎 ほか)
2019年3月23日にmoraで先行配信、6月12日にLINE MUSIC、iTunes Store、レコチョク、Google Play、music.jp、animelo mixで配信開始。
関連番組
- bayfm Starting STYLE!!～Countdown to Lantis festival～（bayfm）[16][17][18]
  - JAM Projectをパーソナリティに据え、ランティス祭りの情報を発信する番組。JAM Projectメンバーから2週ごとに違う2名ずつのメンバーがMC出演し、ランティス所属アーティストをゲストに迎えてのトークを中心に構成され、出演ゲストはランティス祭りの意気込みを色紙にしたためて締める。
  - 放送時間：2019年1月11日 - 金曜25:00 - 25:30（土曜1:00 - 1:30）
  - 放送リスト

| 回数 | 放送日         | MC                          | ゲスト                             |
| ---- | -------------- | --------------------------- | ---------------------------------- |
| 1    | 2019年 1月11日 | 全員                        | -                                  |
| 2    | 1月18日        | 全員                        | -                                  |
| 3    | 1月25日        | 奥井雅美 きただにひろし     | 田所あずさ                         |
| 4    | 2月1日         | 奥井雅美 きただにひろし     | 田所あずさ                         |
| 5    | 2月8日         | 影山ヒロノブ 遠藤正明       | R・O・N （STEREO DIVE FOUNDATION） |
| 6    | 2月15日        | 影山ヒロノブ 遠藤正明       | R・O・N （STEREO DIVE FOUNDATION） |
| 7    | 2月22日        | きただにひろし 福山芳樹     | きみコ・ササキジュン （nano.RIPE） |
| 8    | 3月1日         | きただにひろし 福山芳樹     | きみコ・ササキジュン （nano.RIPE） |
| 9    | 3月8日         | 遠藤正明 奥井雅美           | TRUE                               |
| 10   | 3月15日        | 遠藤正明 奥井雅美           | TRUE                               |
| 11   | 3月22日        | 影山ヒロノブ 福山芳樹       | bamboo（milktub）                  |
| 12   | 3月29日        | 影山ヒロノブ 福山芳樹       | bamboo（milktub）                  |
| 13   | 4月5日         | 遠藤正明 きただにひろし     | ぽん・小島英也 (ORESAMA)           |
| 14   | 4月12日        | 遠藤正明 きただにひろし     | ぽん・小島英也 (ORESAMA)           |
| 15   | 4月19日        | 影山ヒロノブ きただにひろし | スフィア                           |
| 16   | 4月26日        | 影山ヒロノブ きただにひろし | スフィア                           |
| 17   | 5月3日         | 奥井雅美 福山芳樹           | Faylan                             |
| 18   | 5月10日        | 奥井雅美 福山芳樹           | Faylan                             |
| 19   | 5月17日        | 遠藤正明 福山芳樹           | Mia REGINA                         |
| 20   | 5月24日        | 遠藤正明 福山芳樹           | Mia REGINA                         |
| 21   | 5月31日        | 影山ヒロノブ 奥井雅美       | 井上俊次                           |
| 22   | 6月7日         | 影山ヒロノブ 奥井雅美       | 井上俊次                           |
| 23   | 6月14日        | 全員                        | -                                  |
| 24   | 6月21日        | 全員                        | -                                  |
| 25   | 6月28日        | 全員                        | -                                  |
| bayfm 金曜 25:00 - 25:27 | bayfm 金曜 25:00 - 25:27                                                     | bayfm 金曜 25:00 - 25:27 |
| 前番組                   | 番組名                                                                       | 次番組                   |
| ------------------------ | ---------------------------------------------------------------------------- | ------------------------ |
| TAKE OFF                 | bayfm Starting STYLE!! ～Countdown to Lantis festival～ （2019.1.11 - 6.28） | ホントのハナシ           |

- ランティス祭り2019 スペシャル（Music Japan TV）
  - ランティス祭り出演アーティストの楽曲のミュージックビデオを特集する。
  - 初回放送：2019年5月10日 23:00 - 24:30

放送曲目
| - ALI PROJECT「私の薔薇を喰みなさい」 - 佐咲紗花「SCARLET MASTER」 - ZAQ「ソラノネ」 - 茅原実里「Remained dream」 - ChouCho「オレンジ色」 - TECHNOBOYS PULCRAFT GREEN-FUND feat.高野寛「Book-end, Happy-end」 - TRUE「Blast!」 - 渕上舞「リベラシオン」 - ラックライフ「Lily」 - 小野賢章「Against The Wind」 | - 小野大輔「Endless happy world」 - GRANRODEO「セツナの愛」 - 鈴村健一「HIDE-AND-SEEK」 - たぴみる「モテないくせに(｀；ω；´)」 - 寺島拓篤「メグルモノ」 - nano.RIPE「アザレア」 - fhána「わたしのための物語 ～My Uncompleted Story～」 - Minami「One Unit」 - 上田麗奈「sleepland」 - 大橋彩香「ハイライト」 | - OLDCODEX「Heading to Over」 - ORESAMA「OPEN THE WORLDS」 - JAM Project「静寂のアポストル」 - スフィア「Heart to Heart」 - SCREEN mode「GIFTED」 - 田所あずさ「リトルソルジャー」 - Mia REGINA「純正エロティック」 - ランティスのみんな「Starting STYLE!! 2019」Teaser Trailer |

- 20th Anniversary Live ランティス祭り 2019 A・R・I・G・A・T・O ANISONG（テレ朝チャンネル1）
  - 各日の一部公演の模様を生放送[19]、その後8月から10月にかけて全アーティストの模様と一部アーティストからのコメントを取り上げる「テレ朝チャンネルオリジナル版」を放送。
    - 生中継版
      - DAY-01 Part1：6月21日 13:00 - 14:30（第1部茅原実里、NOW ON AIR、結城アイラ、橋本みゆき、美郷あき、STERO DIVE FOUNDATION、ZAQ）
      - DAY-01 Part2：6月21日 18:30 - 20:00（第4部ラックライフ、佐咲紗花、ChouCho、渕上舞、TRUE）
      - DAY-02：6月22日 18:30 - 20:30（第4部アイドルマスター シャイニーカラーズ、畠中祐、寺島拓篤、GRANRODEO）
      - DAY-03：6月23日 19:00 - 21:00（第4部大橋彩香、田所あずさ、SCREEN mode、JAM Project）

    - オリジナル版
      - DAY1：8月25日 16:00 - 18:30
      - DAY2：9月29日 15:00 - 17:30
      - DAY3：10月27日 11:00 - 13:30
      - 再放送：12月28日 10:00 - 17:30
- アニソン!プレミアム!（NHK BSプレミアム）
  - 2019年9月1日・8日に「ANI-BUZZ」コーナーの特別企画としてライブのダイジェストと影山ヒロノブへの密着を中心とした特集を放送。